# Linux Mint
Linux Mint es una distribución de GNU/Linux comunitaria de origen franco-irlandesa basada en Ubuntu, y a su vez en Debian, que tiene por objetivo proveer «un sistema operativo moderno, elegante y cómodo que sea tanto poderoso como fácil de usar». Linux Mint soporta varios formatos y códecs multimedia al incluir software propietario y empaquetado con una variedad de aplicaciones gratuitas y de código abierto.
El proyecto fue concebido por Clément Lefèbvre y está siendo activamente desarrollado por el equipo de Linux Mint y la comunidad.

## Características

### Herramientas preinstaladas
Linux Mint incluye varias herramientas preinstaladas con el objetivo de satisfacer las necesidades básicas del usuario. Algunas herramientas incluidas son:
- Drawing como editor de gráficos rasterizado.
- LibreOffice como suite de ofimática.
- Mozilla Firefox como navegador web.
- Mozilla Thunderbird como cliente de correo electrónico.
- Transmission como cliente de BitTorrent.

También viene con su propio juego de aplicaciones con el objetivo de hacer más sencilla la experiencia del usuario.

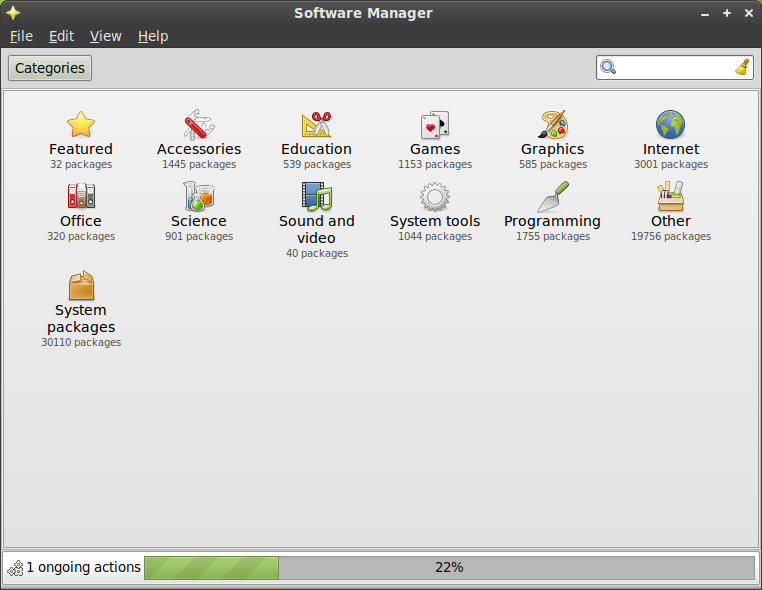
Mintinstall

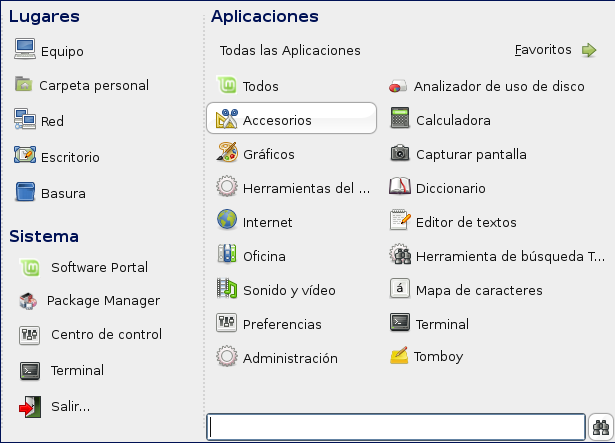
MintMenu

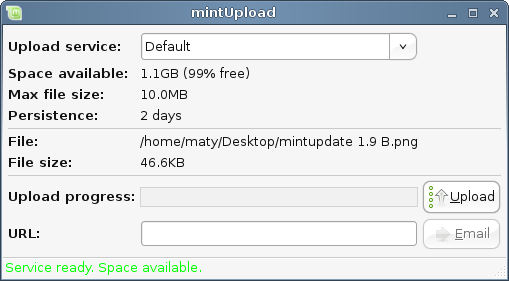
MintUpload

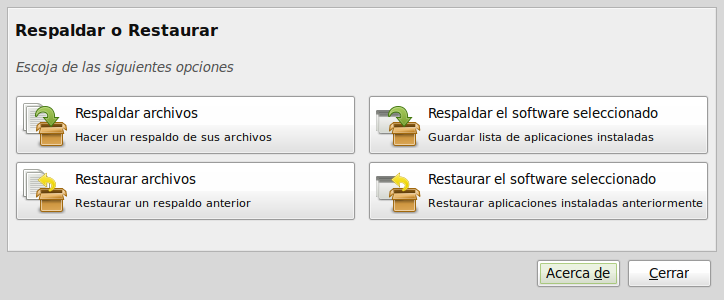
MintBackup

- MintUpdate: diseñado especialmente para principiantes Linux Mint, y desarrollado para los usuarios que instalan actualizaciones prescindibles o que requieren un nivel de conocimiento para configurarlas apropiadamente. MintUpdate asigna a cada actualización un nivel de seguridad (que va de 1 a 5), basado en la estabilidad y necesidad de la actualización, según el criterio de los desarrolladores líderes. Esta herramienta se incluye por primera vez en la edición 4.0 Daryna.
- MintInstall: Sirve para descargar programas desde los catálogos de archivos .mint que están alojados en el portal de software de Linux Mint. Un archivo .mint no contiene el programa, pero sí contiene toda su información y recursos desde los cuales será descargado.
- MintDesktop: Usado para la configuración del escritorio. MintDesktop ha recibido una mejora significativa en la versión 4.0.
- MintConfig: Un centro de control personalizable, que facilita la configuración del sistema.
- MintAssistant: Un asistente personalizable que aparece durante el primer acceso (login) del usuario, guiándole por varias preguntas para personalizar la base de Mint de acuerdo con el nivel de conocimiento del usuario y su comodidad con varios componentes de Linux.
- MintUpload: Un cliente FTP integrado al menú contextual de Nautilus, con el fin de facilitar compartir archivos de forma sencilla y rápida. Básicamente, el archivo es alojado en un servidor FTP, con capacidad limitada a un gigabyte por usuario (ampliable al comprar el servicio Mint‑space). Para compartir el archivo basta con posicionarse sobre él, hacer clic derecho y elegir la opción Upload, luego aparecerá una ventana desde la cual se elige el perfil Default y se hace clic en el botón Upload. Finalmente se espera a que el archivo sea subido. Cuando se haya completado el alojamiento, en la parte inferior de la ventana de Mintupload aparecerá el hiperenlace de descarga del archivo.
- MintMenu: Es un menú escrito en Python que permite plena personalización de textos, iconos y colores. Mantiene un aspecto similar al menú de openSUSE 10.3
- MintBackup: Programa que facilita el respaldo y posterior restauración tanto de archivos de usuario como de software del sistema.
- MintNanny: Es un programa que permite restringir el acceso a ciertas páginas de Internet definidas por el usuario.
- Warpinator: Herramienta introducida en Linux Mint 20 «Ulyana». Tiene como objetivo permitir enviar y recibir archivos de forma fácil en una red local.

### Instalación
La imagen ISO de Linux Mint puede descargarse de forma gratuita, e instalarse en una computadora desde live DVD y live USB. Linux Mint usa el instalador Ubiquity.

### Actualización
Las actualizaciones de los paquetes se lanzan con frecuencia. Linux Mint comprueba por defecto las actualizaciones y ofrece instalarlas.
Cuando se emite una nueva versión completa de Linux Mint, el usuario tiene varias opciones:
- No hacer nada. Se sugiere que un sistema que trabaja de forma satisfactoria no necesita ser actualizado.
- Hacer copia de seguridad de datos y programas instalados utilizando mintBackup, sobrescribir la instalación existente con la última versión del sistema operativo y, en su caso, restaurar las copias de seguridad. La personalización debe ser hecha de nuevo, y se debe reinstalar cualquier software que no sea de los repositorios (por ejemplo, la configuración en /etc y software en /opt y /usr/local). Esto se dice que es seguro, rápido, fiable y fácil. El sistema resultante puede diferir en apariencia o comportamiento del anterior. Si hay nueva incompatibilidad de hardware u otros problemas, la versión anterior se puede reinstalar.
- Dirigirse al gestor de paquetes Synaptic (front-end de APT) en los repositorios de la versión más reciente y realizar una actualización completa. En comparación con una copia de seguridad completa y una re-instalación esto es lento, menos fiable (dependiendo de los cambios del estado original que se han hecho al sistema instalado), y puede traer conflictos de paquetes y dependencias complejas que deben ser resueltos. El proceso es automático; el resultado final es un sistema que se ve y se comporta como lo hacía antes. Si bien la copia de seguridad no se requiere como parte del procedimiento, la actualización sin realizar copias de seguridad puede causar la pérdida de datos en caso de problemas.
- Instalar la última versión del DVD en el mismo directorio que la existente, con algunos ajustes menores. Ajustes y software estándar serán preservados; cualquier PPA instalado (Ubuntu Archivo de Paquete Personal - Personal Package Archive) u otro software de repositorio especial tendrán que ser reinstalados.

### Requisitos del sistema
Los requisitos del sistema de Linux Mint son:
|                                  | Requisitos mínimos | Requisitos recomendados |
| -------------------------------- | ------------------ | ----------------------- |
| Memoria                          | 2 GB               | 4 GB                    |
| Disco duro (espacio libre)       | 20 GB              | 100 GB                  |
| Monitor (Resolución de pantalla) | 1024×768           | 1024×768                |

## Lanzamientos

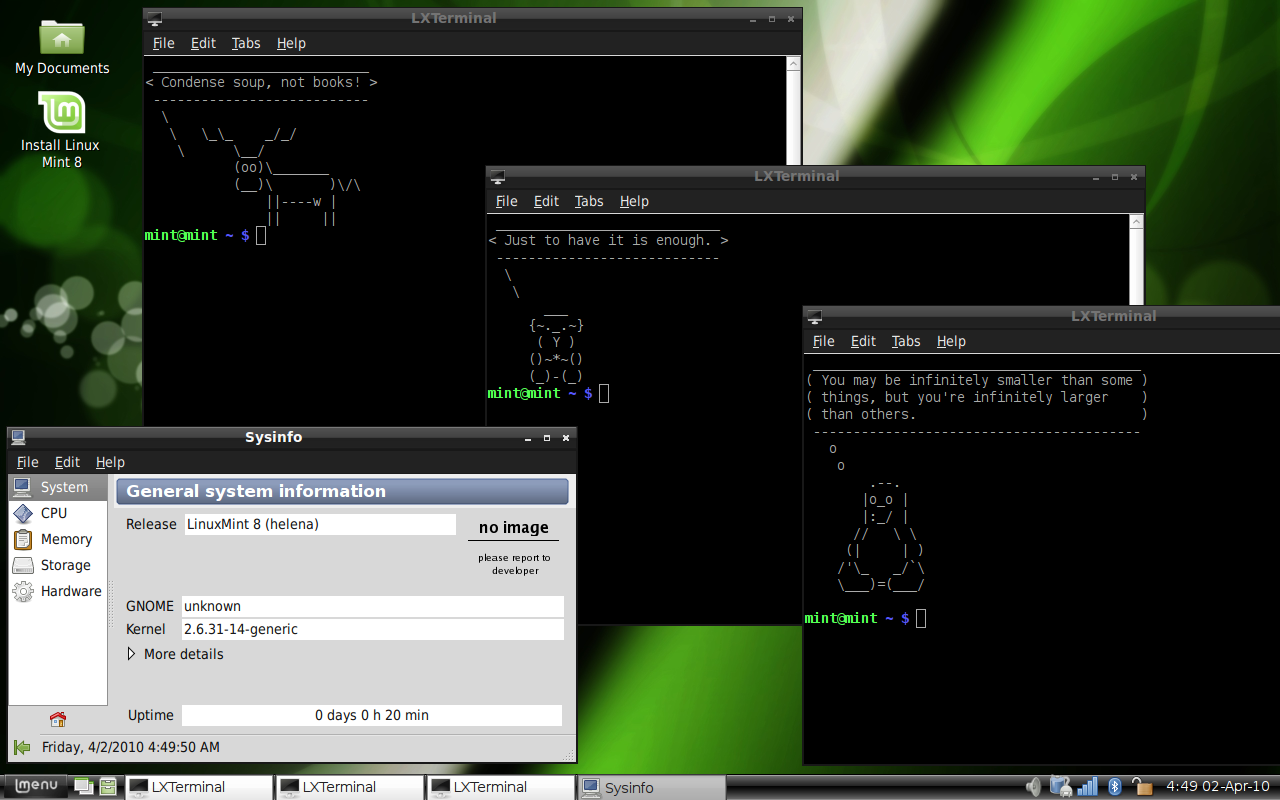
Linux Mint 8 «Helena», versión LXDE mostrando 3 terminales e información básica del sistema.

Linux Mint no sigue un ciclo predecible de lanzamientos sino que los plantea uno tras del otro. En cada caso, el proyecto define primero los objetivos del próximo lanzamiento. Cuando se alcanzan todos los objetivos, usualmente, se procede al lanzamiento de una beta, luego pasa por el lanzamiento de una Release Candidate (RC) y luego si todo va bien, se anuncia la fecha para el lanzamiento de la versión estable.
Luego de un tiempo de haber sido lanzada la versión principal, son lanzadas las versiones alternativas.
Cada lanzamiento lleva asociado un nombre femenino, el que comienza con la letra que le corresponde al número de versión, por ejemplo Linux Mint 1.0 se llamó «Ada», la versión 2.0 «Barbara» y así sucesivamente según orden alfabético. La última versión hasta el momento recibe el nombre de «Xia».

## Ediciones

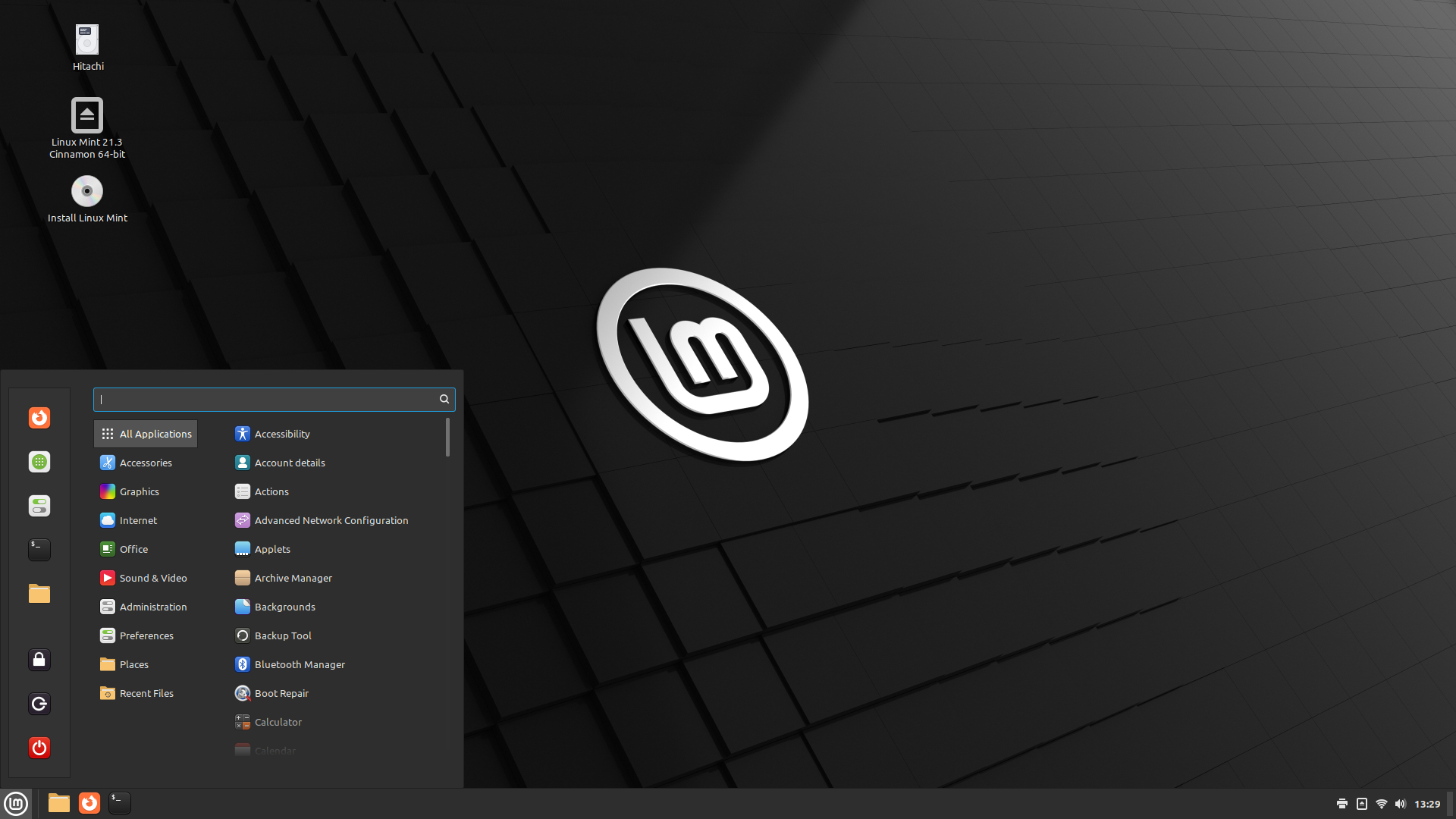
Linux Mint edición Cinnamon

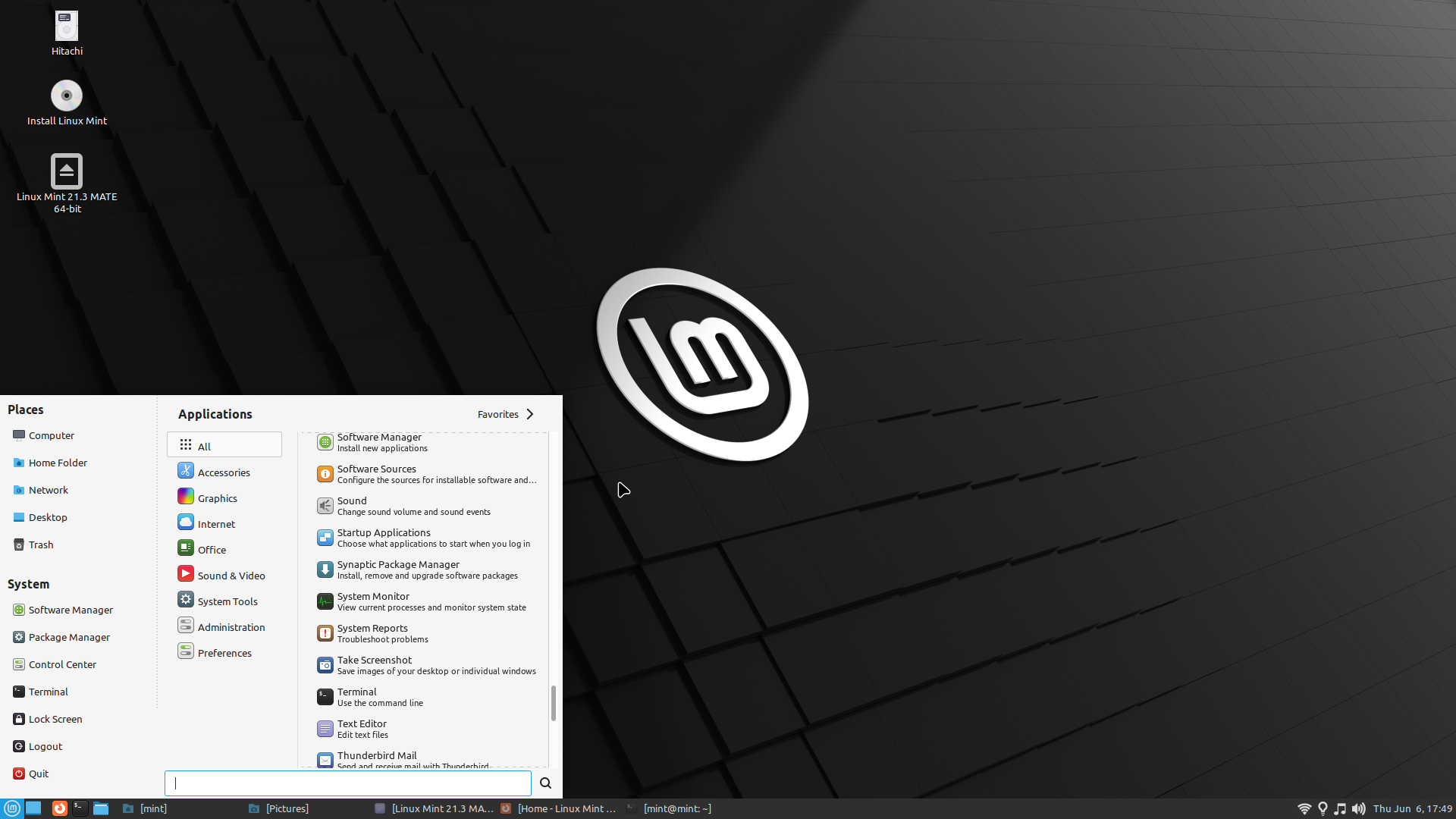
Linux Mint edición MATE

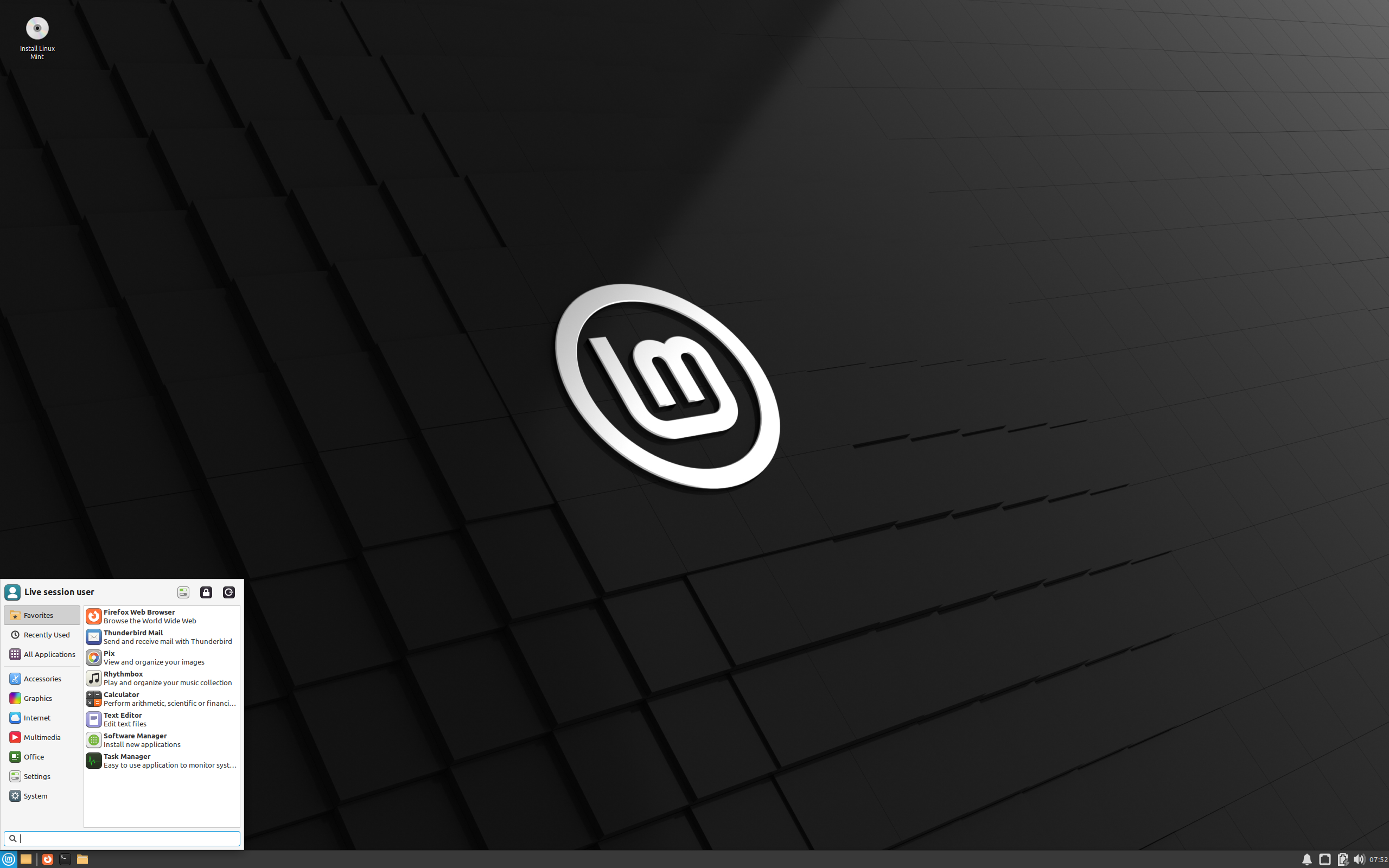
Linux Mint edición Xfce

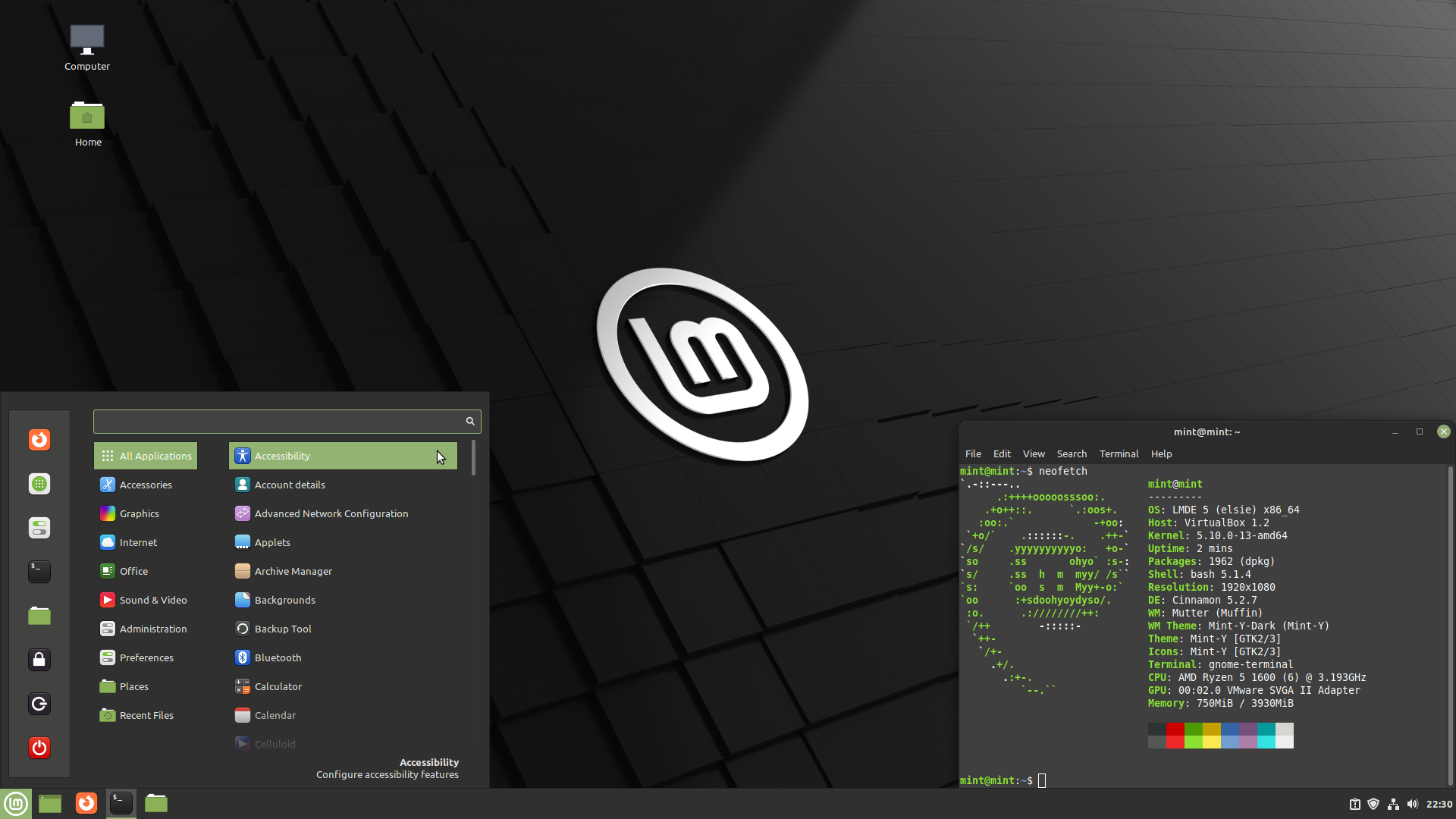
Linux Mint edición Debian

Hay tres ediciones principales de Linux Mint, que utilizan Ubuntu como base. Una de ellas incluye el propio Cinnamon como el entorno de escritorio, otra utiliza MATE, y otra Xfce. A lo largo de su historia Linux Mint ha tenido distintas versiones con distintos entornos de escritorio como KDE, LXDE y Fluxbox. Estas versiones actualmente están descontinuadas.
Además de las ediciones basadas en Ubuntu, existe la edición LMDE que está basada en Debian.
Todas las ediciones de Linux Mint están disponibles para 32 bits y 64 bits (exceptuando versiones desde Linux Mint 20, que solo están disponibles para sistemas de 64 bits), también todas las ediciones desde Linux Mint 9 «Isadora», pueden ejecutarse en Live CD, Live DVD, Live USB, y cuenta con un modo OEM.

### Linux Mint edición Cinnamon
La edición principal de Linux Mint proporciona el entorno de escritorio propio Cinnamon (basado en GNOME) y codecs multimedia, todos estos contenidos en un solo CD. Está diseñada para satisfacer a todos, usuarios individuales (principiantes) y profesionales.

#### Linux Mint edición Cinnamon Edge
Además de sus imágenes ISO regulares, Linux Mint a veces proporciona una imagen ISO «edge» para su última versión. Esta imagen viene con componentes más nuevos para poder soportar los conjuntos de chips y dispositivos de hardware más modernos.

### Linux Mint edición MATE
Linux Mint tiene disponible una edición con el entorno de escritorio MATE. Esta versión está diseñada para mantener un entorno de escritorio tradicional para los usuarios que preferían el estilo del antiguo GNOME 2.

### Linux Mint edición Xfce
Linux Mint tiene disponible una edición con el entorno de escritorio Xfce. Está versión está diseñada para computadoras con pocos recursos.

### Linux Mint edición Debian (LMDE)
LMDE (Linux Mint Debian Edition) es una versión de Linux Mint basada en Debian, a diferencia de la edición estándar de Linux Mint que se basa en Ubuntu. Su última versión (6) fue lanzada el 27 de septiembre de 2023.
El objetivo de LMDE es garantizar que Linux Mint pueda seguir ofreciendo la misma experiencia de usuario si Ubuntu desapareciera.
|                                    | Cinnamon | Cinnamon | MATE   | MATE   | KDE    | KDE    | Xfce   | Xfce |
| 32-bit                             | 64-bit   | 32-bit   | 64-bit | 32-bit | 64-bit | 32-bit | 64-bit |      |
| ---------------------------------- | -------- | -------- | ------ | ------ | ------ | ------ | ------ | ---- |
| Linux Mint 17 (Qiana)              | Sí       | Sí       | Sí     | Sí     | Sí     | Sí     | Sí     | Sí   |
| No Codecs edition (Qiana)          | Sí       | Sí       | Sí     | Sí     | No     | No     | No     | No   |
| OEM edition (Qiana)                | No       | Sí       | No     | Sí     | No     | No     | No     | No   |
| Linux Mint 18 (Sarah)              | Sí       | Sí       | Sí     | Sí     | Sí     | Sí     | Sí     | Sí   |
| Linux Mint 19 (Tara)               | Sí       | Sí       | Sí     | Sí     | No     | No     | Sí     | Sí   |
| Linux Mint 20 (Ulyana)             | No       | Sí       | No     | Sí     | No     | No     | No     | No   |
| Linux Mint Debian Edition (LMDE 2) | Sí       | Sí       | Sí     | Sí     | No     | No     | No     | No   |
| Linux Mint Debian Edition (LMDE 3) | Sí       | Sí       | No     | No     | No     | No     | No     | No   |
| Windows Installer (mint4win)       | No       | o.r.     | No     | o.r.   | No     | No     | No     | No   |

nota:  o.r.: Older release

## Desarrollo
La financiación de esta distribución consta de tres partes:
- Patrocinio: ya sean de particulares, empresas, sitios web, ONG, entre otros; a lo cual se ofrece publicidad en la página oficial de Linux Mint.
- Donaciones: realizadas por la comunidad, las cuales van en directo apoyo a la distribución, y cuya cuenta pública es mostrada en el sitio oficial.
- Asociaciones: Linux Mint se afilia a una empresa, la cual presta un servicio o vende un producto relacionado con Linux Mint, y a cambio recibe dinero.

### Clasificación de paquetes
Linux Mint divide sus repositorios de software en cuatro canales principales que reflejan las diferencias en su naturaleza y en su origen.

#### Principal (main)
solo proporciona software desarrollado por Linux Mint.

#### Corriente arriba (upstream)
proporciona software que está presente en Ubuntu pero parcheado o modificado por Linux Mint. Como resultado, el software proporcionado por este canal se comporta de manera diferente en cada distribución. Ejemplos notables son Grub, Plymouth, Ubiquity, Xchat, USB Creator y Yelp (el sistema de ayuda).

#### Importación (import)
proporciona software que no está disponible en Ubuntu o para los que no hay versiones recientes disponibles en Ubuntu. Ejemplos notables son Opera, Picasa, Skype, Songbird, el plugin de 64 bits de Adobe Flash y Frostwire.

#### Romeo
La rama inestable de Linux Mint es llamada «Romeo». No está activada por defecto en los repositorios de la distribución. Los usuarios que deseen utilizar características «más avanzadas» y deseen ayudar a la distribución probando los nuevos paquetes, pueden agregar la rama «Romeo» a sus fuentes de APT. Romeo no es una rama en sí misma y no sustituye a los otros repositorios.
Los nuevos paquetes son lanzados primero en Romeo, donde son probados por los desarrolladores y por quienes usan Romeo. Después que un paquete es definido como suficientemente estable, es portado al último lanzamiento estable.
La idea de Romeo y su proceso de actualización es tomada desde la distribución Debian, donde los paquetes son primero lanzados a la rama «inestable» y luego a la rama «de prueba». Romeo es equivalente de la rama «inestable» en Linux Mint (aunque requiere un lanzamiento estable para ser soportada y no puede funcionar por sí sola), su último lanzamiento estable es el equivalente a la rama «de prueba», porque aunque es estable consigue su actualización desde Romeo. Dependiendo de sus dependencias a un determinado paquete, puede también ser probado en Romeo para ser incluido en el próximo lanzamiento estable.
Además, hay un canal «backport» para los puertos de software más reciente hacia versiones anteriores sin afectar a los otros canales. No está habilitado por defecto.

## Recepción
Linux Mint ha sido elogiado por centrarse en los usuarios de escritorio, principalmente por considerarse una distribución sencilla de usar, al funcionar sin necesidad de configuraciones adicionales, proporcionar una experiencia de uso intuitiva y familiar para la mayoría de usuarios, y ser una distribución con lanzamientos estables, entre otros factores.
En 2012, Linux Mint superó a Ubuntu como la distribución más vista en DistroWatch.
En una encuesta en línea en 2012 en Lifehacker, Linux Mint fue votada como la mejor distribución tras Ubuntu, con alrededor del 16 % de los votos.[cita requerida]
En el número 162 de la revista Linux Format, se nombró a Mint como la mejor distro de 2012.
En el número 128 (julio de 2013), Linux User and Developer dio a Linux Mint 15 («Olivia») una puntuación de 5/5, que indica que «no hemos encontrado un solo problema con la distro ... estamos más que satisfechos con la experiencia suave, fácil de usar que Linux Mint 15, y Cinnamon 1.8, proporcionan que será nuestra principal distro para por lo menos durante otros 6 meses».[cita requerida]